# Biebrzanský národní park

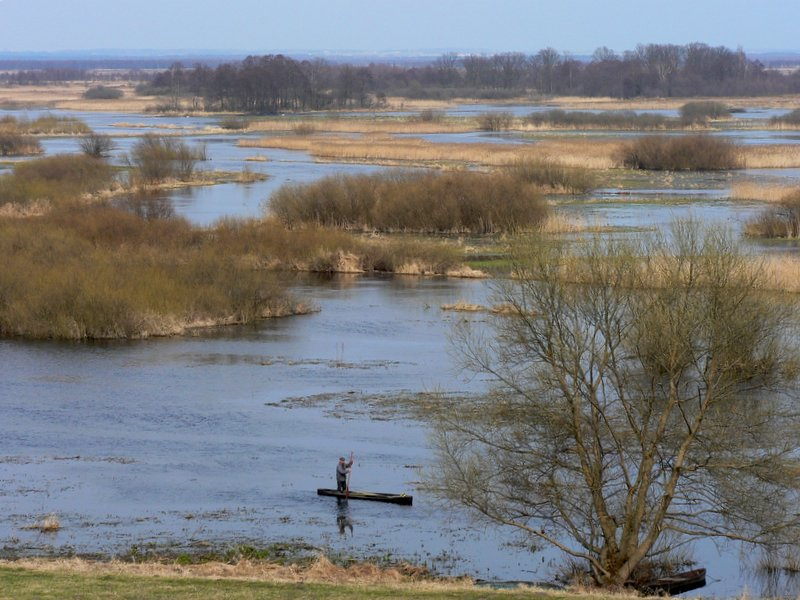
Mokřady na řece Biebrza v národním parku

Biebrzanský národní park (polsky Biebrzański Park Narodowy [ˈbʲɛbʒaɲski]) je národní park na severovýchodě Polska. Byl založen v roce 1993 na ploše 592 km² a je tak největším polským národním parkem. Správa parku sídlí v osadě Osowiec-Twierdza.

## Historie
Park byl založen 9. září 1993 jako jeden z 23 polských národních parků. Roku 1995 byl zapsán na seznam ramsarských mokřadů.[zdroj?] Dne 19. dubna 2020 zasáhl téměř 6 000 ha požár, jehož hašení trvalo několik dní.

## Poloha
Nachází se v Podleském vojvodství na severovýchodě Polska. Severovýchodní hranice parku je blízko Běloruska. Parkem protéká řeka Biebrza. Má rozlohu 59 233 ha.
Krajinný pokryv:
- mokřady – 25 494 ha
- zemědělská půda – 18 182 ha
- lesy – 15 547 ha